# Roger Brown
Roger William Brown (14 de abril de 1925 - 11 de dezembro de 1997) foi um psicólogo norte-americano. Ele era conhecido por seu trabalho em psicologia social e no desenvolvimento da linguagem infantil.
Brown lecionou na Harvard University de 1952 a 1957 e de 1962 a 1994, e no Massachusetts Institute of Technology (MIT) de 1957 a 1962. Seus livros acadêmicos incluem Words and Things: An Introduction to Language (1958), Social Psychology (1965), Psycholinguistics (1970), A First Language: The Early Stages (1973) e Social Psychology: The Second Edition (1985). Ele é autor de vários artigos de periódicos e capítulos de livros.
Ele foi o orientador de doutorado ou mentor de pós-doutorado de muitos pesquisadores em desenvolvimento da linguagem infantil e psicolinguística, incluindo Jean Berko Gleason, Susan Ervin-Tripp, Camile Hanlon, Dan Slobin, Ursula Bellugi, Courtney Cazden, Richard F. Cromer, Eric Lenneberg, Colin Fraser, Steven Pinker, Kenji Hakuta, Jill de Villiers e Peter de Villiers. Uma pesquisa da Review of General Psychology, publicada em 2002, classificou Brown como o 34º psicólogo mais citado do século XX.

## Educação e carreira
Nascido em Detroit, Brown formou-se em psicologia em 1948 e obteve doutorado em 1952 da Universidade de Michigan. Ele começou sua carreira em 1952 como instrutor e depois professor assistente de psicologia na Universidade de Harvard. Em 1957, ele deixou Harvard para assumir o cargo de professor associado no MIT e tornou-se professor titular de psicologia lá em 1960. Em 1962, ele retornou a Harvard como professor titular e atuou como presidente do Departamento de Relações Sociais de 1967 a 1970. De 1974 até sua aposentadoria em 1994, ele manteve o título de Professor de Psicologia John Lindsley em Memória de William James.

## Pesquisa e obra
A pesquisa e o ensino de Roger Brown enfocaram a psicologia social, a relação entre linguagem e pensamento e o desenvolvimento linguístico das crianças. A clareza, franqueza e humor de seus escritos acadêmicos são freqüentemente elogiados; Steven Pinker o descreve como "talvez o melhor escritor em psicologia desde o próprio [William] James".
O livro Words and Things: An Introduction to Language (1957) de Brown examina a influência mútua do pensamento e da linguagem, descrito como "o primeiro livro sobre a psicologia da linguagem surgido da revolução cognitiva".  Seus escritos nessa área se tornaram uma inspiração para muitos trabalhos na relação entre linguagem e cognição, incluindo o trabalho de Eleanor Rosch (Heider) sobre nomes de cores e memória de cores e o livro de Steven Pinker de 1994, O Instinto da Linguagem.
Brown ensinou psicologia social e publicou seu primeiro livro, Psicologia Social, em 1965. O livro foi totalmente reescrito e publicado em 1986 como Social Psychology: The Second Edition. Brown também escreveu um livro-texto introdutório à psicologia, em coautoria com seu colega Richard Herrnstein.
No final da década de 1950, Brown e sua aluna Jean Berko Gleason realizaram os primeiros estudos experimentais sobre o desenvolvimento da linguagem infantil. Durante o final dos anos 1960, Brown e vários colegas juniores, incluindo Ursula Bellugi, Colin Fraser e Richard F. Cromer, realizaram um estudo marcante do desenvolvimento linguístico das crianças, publicado em A First Language: The Early Stages. Este livro registrou o desenvolvimento da linguagem de três crianças falantes de inglês ao longo de vários anos e forneceu uma análise aprofundada dos primeiros estágios da aquisição da primeira língua. Essa análise dos cinco estágios do desenvolvimento da linguagem, determinados pelas estruturas utilizadas e pelo comprimento médio de enunciado, continua a ser usada na área hoje. As transcrições originais das conversas das três crianças, junto com materiais de muitas outras crianças que falam uma grande variedade de idiomas, estão disponíveis no Child Language Data Exchange, fundado por Brian MacWhinney (Carnegie Mellon University) e Catherine Snow (Harvard).
Outros trabalhos importantes de Brown incluem seu artigo de 1976 sobre "Memórias Relâmpago", que são as memórias das pessoas sobre o que estavam fazendo na época em que ouviram falar de grandes eventos traumáticos, como o assassinato de John Kennedy. A amplitude de seus interesses é vista nos artigos reimpressos em seu livro Psycholinguistics, de 1970, que inclui o trabalho com David McNeill sobre o 'efeito da ponta da língua', um estudo com Albert Gilman sobre os fatores sociais envolvidos na escolha de um pronome pessoal na segunda pessoa familiar ou polido (tu, vous) em línguas como francês e espanhol, e uma resenha do romance Lolita pelo colega de Harvard Vladimir Nabokov.

## Prêmios
Brown foi bolsista do Guggenheim em 1966-67. Ele foi eleito para a Academia Americana de Artes e Ciências (1963) e para a Academia Nacional de Ciências (1972). Em 1971 ele recebeu o Distinguished Scientific Achievement Award da American Psychological Association, em 1973, o G. Stanley Hall Prize em Psicologia do Desenvolvimento da American Association, e em 1984, o Fyssen International Prize em Cognitive Science. Ele também recebeu vários doutorados honorários.
Roger Brown nasceu em Detroit, um dos quatro irmãos. Sua família, como muitas outras, foi duramente atingida pela Depressão. Ele freqüentou escolas públicas de Detroit e começou seus estudos de graduação na Universidade de Michigan, mas a Segunda Guerra Mundial interrompeu sua educação. Ele ingressou na Marinha durante seu primeiro ano e foi aceito no programa V-12, que incluía o treinamento de aspirante na Universidade de Columbia, e serviu como alferes na Marinha dos Estados Unidos. Durante seu tempo na Marinha, ele se interessou por psicologia. Com a ajuda do GI BIll, ele completou sua educação universitária após a guerra. Brown tornou-se um fã dedicado da ópera, com uma admiração particular pela soprano Renata Scotto do Metropolitan Opera.
Durante seu tempo na Universidade de Michigan, Brown conheceu Albert Gilman (falecido em 22 de dezembro de 1989), mais tarde um estudioso de Shakespeare e professor de inglês na Universidade de Boston. Gilman e Brown foram parceiros por mais de 40 anos até a morte de Gilman por câncer de pulmão em 1989. A orientação sexual de Brown e seu relacionamento com Gilman eram conhecidos por alguns de seus amigos mais próximos, e ele serviu no conselho editorial do The Journal of Homosexuality desde 1985, mas não se manifestou publicamente sobre o assunto até 1989. Brown fez uma crônica de sua vida pessoal com Gilman e após a morte dele em suas memórias. Brown morreu em 1997 e está enterrado ao lado de Gilman no cemitério Mount Auburn em Cambridge, Massachusetts. Seu obituário em Cognition, escrito por seu amigo Steven Pinker, diz que os "últimos anos de Brown também foram marcados por um declínio da saúde. Ele foi acometido de câncer de próstata, epilepsia, artrite, celulite, estenose espinhal (que tornava difícil para ele andar ou ficar de pé) e doenças cardíacas"; também diz que Brown "planejou seu suicídio para evitar uma vida de mais dor e declínio físico." 